# 梅の花本舗

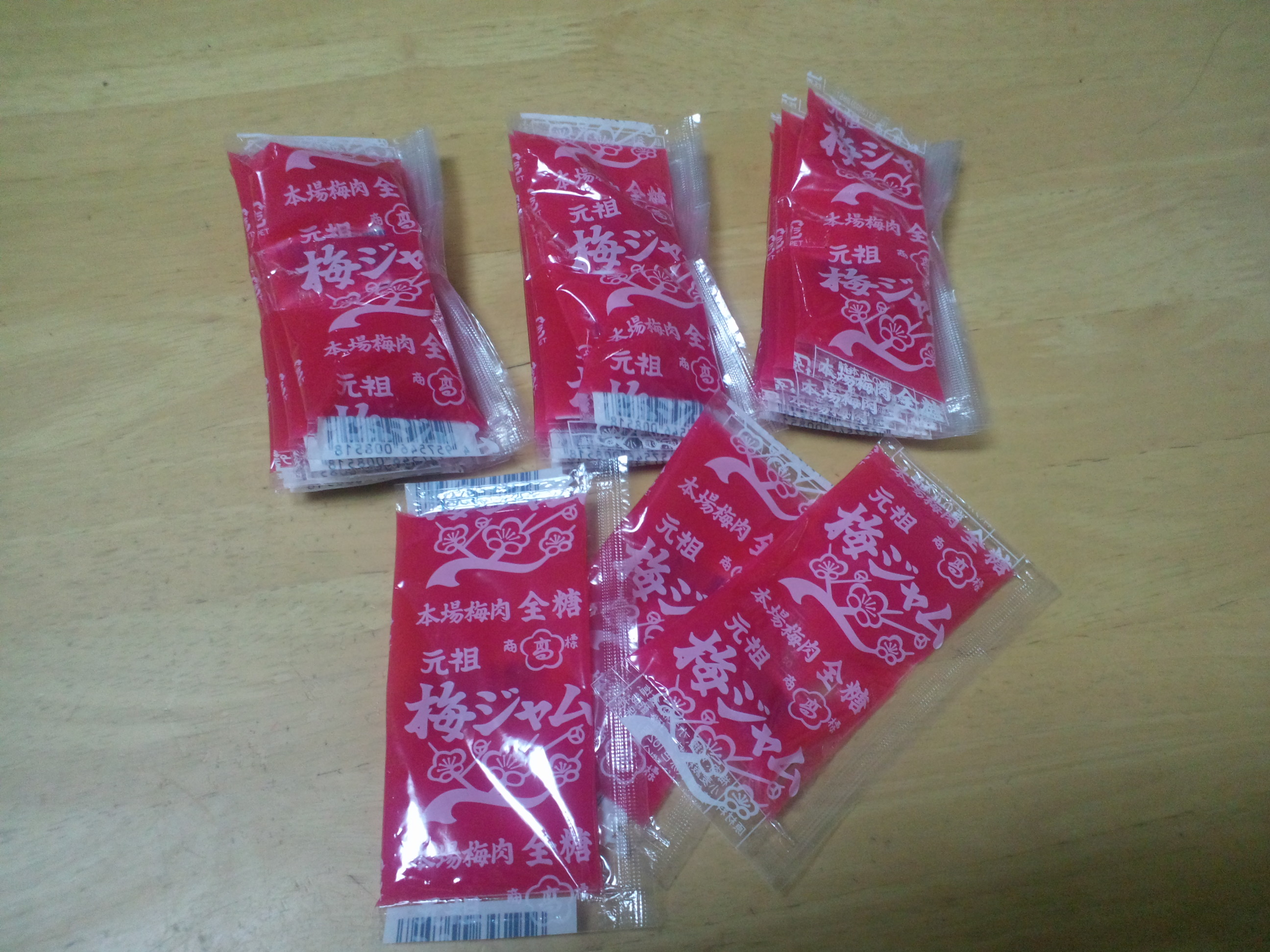
梅の花本舗の梅ジャム

梅の花本舗（うめのはなほんぽ）は、東京都荒川区で昭和中期からジャムを製造・販売した企業。2017年12月20日に廃業。

## 概要
昭和22年、当時16歳だった社長の高林博文は、従前から駄菓子を紙芝居屋に納品していたが、傷物の梅干しの果肉が梅肉として乾物屋で販売されていることを知り、塩辛い梅肉を潰し、水で溶いて煮詰め、小麦粉・甘味料・着色料などを添加して練りあげて作る「梅ジャム」を1947年（昭和22年）に発売し、おもに関東地方で多く販売した。梅ジャムに並行して「オレンジジャム」も製造した。

## 歴史

### 紙芝居屋時代
紙芝居で多く売れるソースせんべいに塗るジャムとして梅ジャムを発売し、紙芝居師の親方に木樽で納めると、紙芝居師らから好評を得て注文が殺到した。

### 駄菓子屋時代とそれ以降
昭和20年代後半に紙芝居が衰退して駄菓子屋が流行すると、梅ジャムを駄菓子屋へ納品した。当初はソースせんべいの生地で作られた器に梅ジャムを盛りつけて売ったが、のちに手間を省くために小袋入りを発売した。以降は再びソースせんべいに塗ることが定番となり、調味料のような位置づけであったが、単品で袋から直に食べる子供も多かった。同時期に甘味料と香料で梅風味を真似たオレンジジャムも販売されたが、保存性が高い梅に比べて日持ちが短いために消費期限の観点から敬遠され、駄菓子屋では梅ジャムが多く売れた。昭和期は野外の遊びが多いことから汗をかく子供にとって良い刺激となり、駄菓子の定番として時代や世代を問わずに好まれた。のちに駄菓子屋が衰退すると縁日の屋台などで販売された。もともとは足踏み式での製造だったが、1975年から自動充填機に変更。

### 平成期
大型スーパーマーケットやディスカウントストア、コンビニエンスストアの駄菓子コーナーで多く見られたほか、業務用として300グラム詰めなども販売されていた。

### 廃業
開業以来、高林がひとりで製造していたが、87歳を迎えて高齢化に伴う身体の不調、製造機械の老朽化、問屋や駄菓子店の閉店、子供の味覚の変化などを理由に創立70周年の2017年12月20日に廃業した。

## ギャラリー

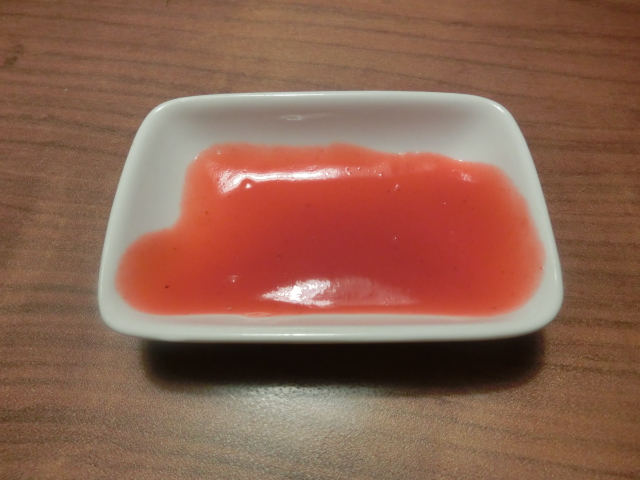
梅ジャム
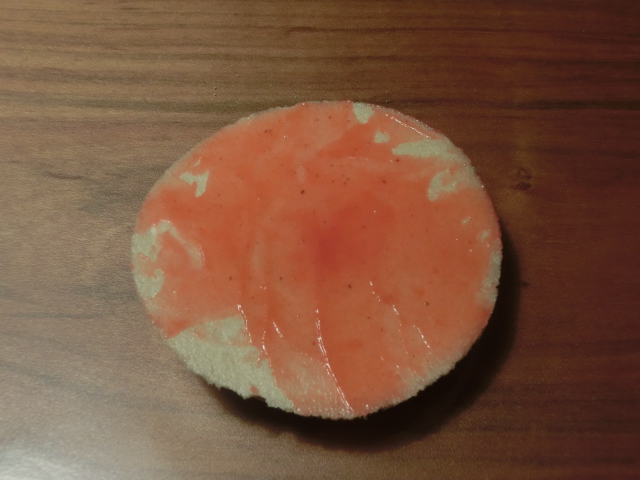
梅ジャムを塗った ソースせんべい